# Puccinia hysterium
Puccinia hysterium ist eine Ständerpilzart aus der Ordnung der Rostpilze (Pucciniales). Der Pilz ist ein Endoparasit des Korbblütlers Tragopogon pratensis. Symptome des Befalls durch die Art sind Rostflecken und Pusteln auf den Blattoberflächen der Wirtspflanzen. Sie ist holarktisch verbreitet.

## Merkmale

### Makroskopische Merkmale
Puccinia hysterium ist mit bloßem Auge nur anhand der auf der Oberfläche des Wirtes hervortretenden Sporenlager zu erkennen. Sie wachsen in Nestern, die als gelbliche bis braune Flecken und Pusteln auf den Blattoberflächen erscheinen.

### Mikroskopische Merkmale
Das Myzel von Puccinia hysterium wächst wie bei allen Puccinia-Arten interzellulär und bildet Saugfäden, die in das Speichergewebe des Wirtes wachsen. Ihre Spermogonien wachsen systemisch und überwiegend oberseitig auf der Oberfläche der Wirtsblätter. Die an Blättern, Stängeln und Blütenständen wachsenden Aecien der Art sind becherförmig. Ihre hyalinen Aeciosporen sind 23–26 × 20–24 µm groß, kugelig bis breitellipsoid und fein warzig. Uredien sind nicht vorhanden. Die beidseitig und an Stängeln wachsenden Telien der Art sind schokoladenbraun, pulverig und früh unbedeckt. Die kastanienbraunen Teliosporen sind zweizellig, in der Regel breitellipsoid, warzig und meist 32–40 × 24–30 µm groß. Ihre Stiele sind farblos.

## Verbreitung
Das bekannte Verbreitungsgebiet von Puccinia hysterium reicht vom südlichen Kanada bis nach Europa.

## Ökologie
Die Wirtspflanzen von Puccinia hysterium ist der Wiesen-Bocksbart (Tragopogon pratensis). Der Pilz ernährt sich von den im Speichergewebe der Pflanzen vorhandenen Nährstoffen, seine Sporenlager brechen später durch die Blattoberfläche und setzen Sporen frei. Die Art durchläuft einen mikrozyklischen Entwicklungszyklus mit Spermogonien, Aecien und Telien. Als autoöker Parasit macht sie keinen Wirtswechsel durch.